# Чабирово
Чаби́рово (рос. Чабырово) — присілок в Ярському районі Удмуртії, Росія.
Раніше в присілку діяла школа.

## Населення
Населення — 24 особи (2010, 63 у 2002).
Національний склад станом на 2002 рік:
- удмурти — 100 %